# 曼镇
曼镇（法語：Maing，法語發音：[mɛ̃]）是法国上法蘭西大區北部省的一个市镇，属于瓦朗谢讷区。

## 地理
曼镇（50°18'32"N, 3°29'9"E）面积11.68 平方千米，位于法国上法蘭西大區北部省，该省份为法国最北部的省份及最长的省份，西北濒北海，西接加来海峡省，南至埃纳省和索姆省，东与比利时接壤。
与曼镇接壤的市镇（或旧市镇、城区）包括：特里特圣莱热、蒂扬、法马尔斯、埃卡永河畔蒙绍、普鲁维、凯雷南。

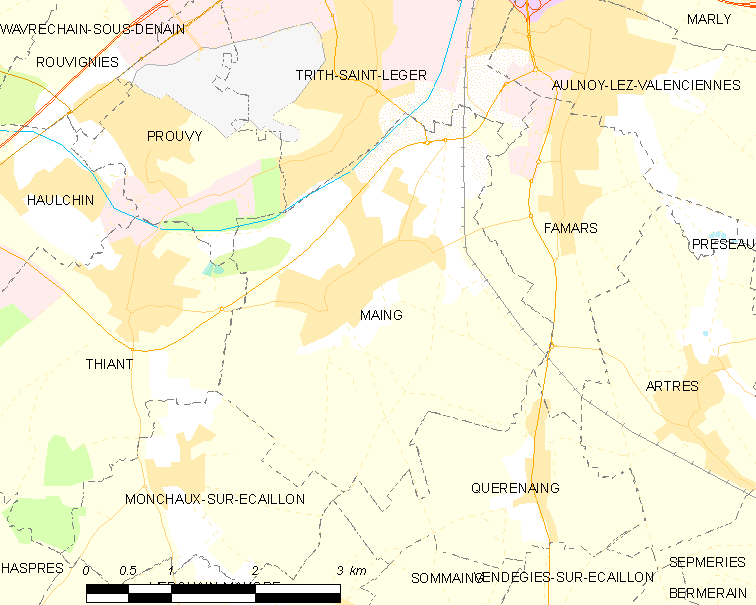
曼镇的OSM定位图

曼镇的时区为UTC+01:00、UTC+02:00（夏令时）。

## 行政
曼镇的邮政编码为59233，INSEE市镇编码为59369。

## 政治
曼镇所属的省级选区为欧努瓦莱瓦朗谢讷县。

## 人口

1962-2008年间曼镇人口变化图示

曼镇于2022年1月1日时的人口数量为3970人。